# Stephen Larkham
Stephen James Larkham (Canberra, 29 maggio 1974) è un ex rugbista a 15 e allenatore di rugby a 15 australiano, capace di ricoprire i ruoli di apertura, estremo e, talora, centro; dopo una carriera professionistica durata 12 stagioni nei Brumbies, e la presenza con gli Wallabies a tre edizioni consecutive nella Coppa del Mondo, della cui edizione 1999 è vincitore, militò dal 2008 al 2010 in Giappone nelle file dei Ricoh Black Rams; allenatore dopo il ritiro dall'attività agonistica, dal 2022 è allenatore dei Brumbies franchigia australiana del Super Rugby Pacific.

## Biografia
Inizialmente estremo, Larkham rappresentò nel campionato provinciale australiano il Territorio meridionale del Nuovo Galles del Sud e quello della capitale australiana fin dall'età di 16 anni; nel 1996 divenne professionista e, con l'esordio nel Super 12, giunse anche quello negli Wallabies, in un incontro con il Galles a Sydney: la seconda presenza giunse un anno più tardi, sempre a Sydney, contro la Francia, e poco più tardi disputò il Tri Nations 1997, il suo primo.
Nel 1998 fu spostato nel ruolo di mediano d'apertura e fu in tale posizione che entrò nella rosa della Nazionale che prese parte alla Coppa del Mondo di rugby 1999 in Galles, in cui Larkham scese in campo in cinque incontri, compresa la finale di Cardiff vinta contro la Francia, che diede all'Australia la Coppa; nel 2001 Larkham vinse altresì il suo primo titolo del Super Rugby con i Brumbies.
Ormai affermato come apertura, nel luglio 2002 Larkham giunse a quota 50 incontri in Nazionale e l'anno seguente fu titolare anche nella Coppa del Mondo di rugby 2003 che l'Australia disputò in casa propria.
In tale torneo Larkham disputò 6 incontri, giungendo per la seconda volta consecutiva alla finale, che l'Australia perse 17-20 contro l'Inghilterra allo scadere dei tempi supplementari.
Nel 2004 giunse anche il secondo titolo del Super Rugby, ancora con i Brumbies, e nel 2005, in occasione dei primi dieci anni di professionismo del rugby a 15, Larkham fu indicato da una commissione di addetti ai lavori come il miglior mediano d'apertura australiano del decennio appena trascorso.

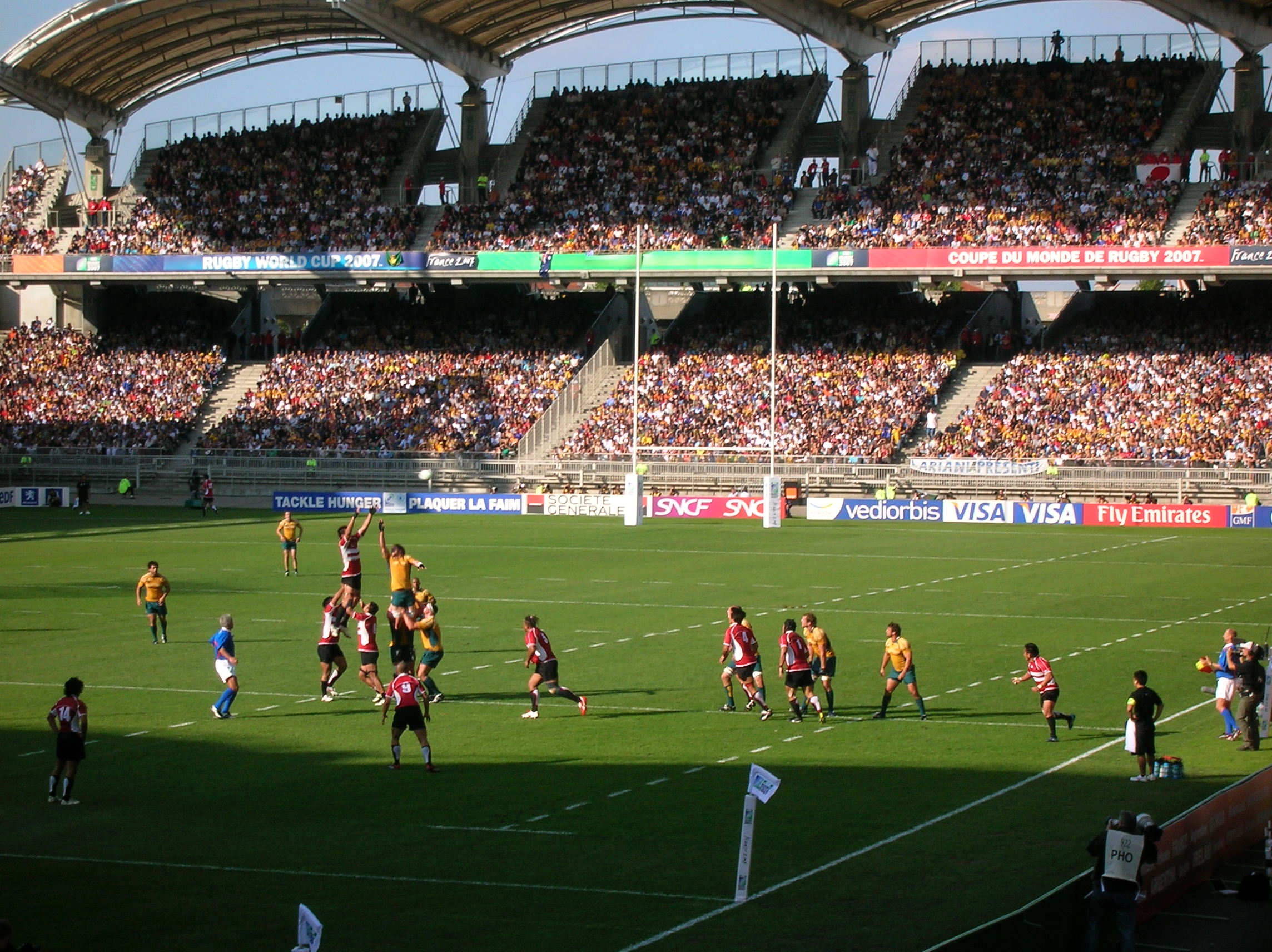
- 91-3, ultimo incontro in Nazionale di Larkham

Il 2007 fu l'ultimo anno di Larkham in Australia: alla fine del Super 14 annunciò il trasferimento in Europa all'Edimburgo, ma l'operazione non ebbe seguito; il 7 luglio disputò contro il Sudafrica il suo 100º incontro con gli Wallabies, e ultimo in patria, che coincise anche con l'annuncio del termine dell'attività internazionale dopo la Coppa del Mondo di rugby 2007 in Francia.
In tale competizione, la terza consecutiva per lui, Larkham disputò solo un incontro, quello di apertura contro il Giappone, l'8 settembre: fu il suo 102º e ultimo, perché un infortunio al ginocchio lo tenne fuori per il resto del torneo, che vide l'Australia eliminata ai quarti di finale dall'Inghilterra.
La fine della carriera internazionale di Larkham coincise anche con quella del suo compagno di cerniera, il mediano di mischia George Gregan: i due giocatori detengono insieme il record della coppia di mediani più presenti in Nazionale australiana, 79 incontri; entrambi dei Brumbies, al loro ritiro il governo del Territorio della Capitale Australiana, proprietario del Canberra Stadium, intitolò la tribuna orientale dell'impianto Gregan-Larkham Stand
Nel gennaio 2008 firmò un contratto triennale con la squadra giapponese dei Ricoh Black Rams, in Top League e, pochi mesi più tardi, fu invitato dai Barbarians per tre incontri internazionali con altrettanti XV dell'Irlanda, dell'Inghilterra e del Belgio.
Larkham annunciò il suo ritiro dall'attività di giocatore alla fine del 2010 e il contestuale inizio dell'attività di tecnico: entrò nel 2011 nello staff tecnico dei Brumbies come allenatore dei tre quarti, venendo promosso per la stagione 2014 ad allenatore-capo; a tale incarico affiancò quello di assistente allenatore della Nazionale australiana sotto la direzione di Michael Cheika, in coppia con l'altro vice Nathan Grey.

## Palmarès
- Coppe del mondo: 1
Australia: 1999.
- Super Rugby: 2
Brumbies: 2001, 2004.